# Regensburger Ruderverein von 1898
Der Regensburger Ruderverein von 1898 ist ein Sportverein aus Regensburg.

## Geschichte und Lage
Der Regensburger Ruderverein wurde am 29. September 1898 gegründet. Im Jahr darauf wurde das erste Bootshaus an der Donau erstellt. 1910 wurde ein neues Bootshaus auf dem Oberen Wöhrd eingeweiht. Im Mai 1935 wird die Frauenabteilung gegründet.
Wegen der Fertigstellung des Rhein-Main-Donau-Kanals musste das Bootshaus an der früheren Stelle weichen. Das heutige Bootshaus liegt neben dem Westbad.

## Sportarten
Neben dem Rudersport verfügt der Verein auch über eine Abteilung für Kanusport.

## Bekannte Sportler
Der Vierer ohne Steuermann mit Karl Dümler, Willy Buechl, Kurt Geßner und Karl Heigl war 1938 Deutscher Meister und wurde Vierter bei den Europameisterschaften 1938.
Christl Schmidt-Lehnert erruderte bei den Europameisterschaften 1965 und 1966 zusammen mit der Passauerin Annemarie Rupprecht Bronze und Silber im Doppelzweier.
Bei den Weltmeisterschaften 1990 gewann die gebürtige Rumänin Titie Jordache Bronze im Einer.